# 伯利恆 (印第安納州)
伯利恆（英語：Bethlehem）是位於美國印地安納州克拉克縣的一個非建制地區。該地的面積和人口皆未知。

## 地理
伯利恆的座標為38°32′21″N 85°25′14″W / 38.53917°N 85.42056°W，而該地的平均海拔高度為143米（即469英尺）。